# Pseudogaurax tibialis
Pseudogaurax tibialis är en tvåvingeart som beskrevs av Malloch 1934. Pseudogaurax tibialis ingår i släktet Pseudogaurax och familjen fritflugor. Inga underarter finns listade i Catalogue of Life.